# 職業大学
職業大学（しょくぎょうだいがく、vocational university）または、技能大学（professional university）、応用技術大学（applied technological university）、高等職業カレッジ（college of higher vocational studies）、応用科学大学（university of applied sciences）とは高等教育機関（高等職業教育機関）の種別の一つであり、第3期の教育と、施設によっては第4期の教育を提供する。研究大学と対比される。
OECDは、カレッジ、アカデミー、ポリテクニック、応用科学大学（university of applied sciences）など、各国で用語にばらつきがあると報告している。
一般的には学士および修士、一部においては博士などの学位を付与する。より厳密に専門職学位（Professional degree）を付与する国もあり、専門職学士号、専門職修士号、専門職博士号などが設定されている。

## アジア

### インド
- All India Council of Technical Education (AICTE)
- Medical Council of India (MCI)
- Indian Council for Agricultural Research (ICAR)
- National Council for Teacher Education (NCTE)
- Dental Council of India (DCI)
- Pharmacy Council of India (PCI)
- Indian Nursing Council (INC)
- Bar Council of India (BCI)
- Central Council of Homeopathy (CCH)
- Central Council of Indian Medicine (CCIM)
- Council of Architecture (COA)
- Distance Education Council (DEC)

### 韓国
韓国では一般大学のほか、官庁直轄の特殊目的大学校(警察大学、国軍士官学校など)、職業系の産業大学、専門大学が存在する。

### 台湾
台湾では、技術学院や科技大学が存在し、これらは一般大学と対比される。

### 中国
- 浙江紡織服装職業技術学院 (寧波市)
- 浙江広廈建設職業技術学院 (浙江省)
- Liming Vocational University (広州市)
- 青島職業技術学院 (青島市)
- 浙江芸術職業学院 (浙江省)
- Yuying College of Vocational Technology (浙江省)
- 浙江経貿職業技術学院 (浙江省)
- 淄博職業学院 (山東省淄博市)
- 宿遷経貿職業技術学院 (江蘇省宿遷市)

### 日本
日本では、専門職大学、専門職短期大学、専門職大学院が存在する。

### 香港
- 香港高等科技教育学院 (THEi)
- 香港専業教育学院 (IVE)

### マレーシア
マレーシアには、公立の職業大学は4校ある。
- Universiti Malaysia Pahang (UMP)
- Universiti Malaysia Perlis (UniMAP)
- Universiti Teknikal Malaysia Melaka (UTeM)
- Universiti Malaysia Kelantan (UMK)

## ヨーロッパ

オランダの教育制度。研究系と職業系でキャリアが分かれる
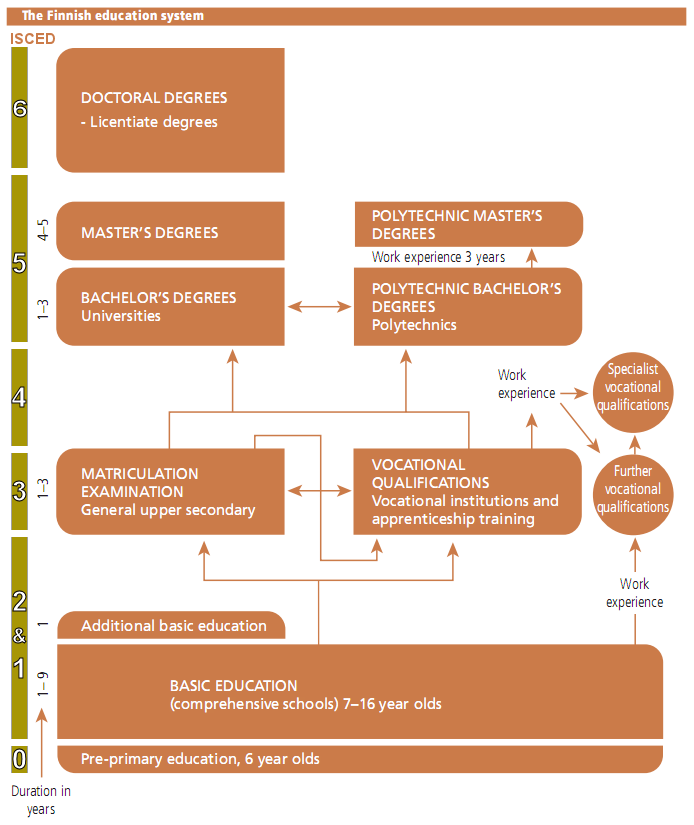
フィンランドの教育制度。学術学位と職業学位に分かれている

### オランダ
オランダでは、HBO（Hoger beroepsonderwijs; 英：University Of Applied Sciences）とされる高等職業教育機関が存在し、学士号や修士号を付与する。博士コースは存在しない。

### ギリシャ
ギリシャでは職業大学に相当するものに、the Technological Educational Institutes (TEIs) が存在する。

### ドイツ語圏
ドイツおよびオーストリアにおけるファッハホーホシューレ（Fachhochschule, FH）はタイプAの高等教育機関であり、学士および修士の専門職学位（FH Degree）を付与する。一部ではパートナー機関と提携して博士号を付与する所もある。
また大学以外の高等教育機関としてファッハシューレ（Fachschulen）が存在し、これはマイスター資格を与えるタイプBの短期学校である。
スイスでもファッハホーホシューレ（FH）が存在する。

### フィンランド
フィンランドにおける高等教育（レベル5）のキャリアは学術系と職業系に分かれており、職業系はAmmattikorkeakoulu（AMK,ポリテクニック）による1-3年間の課程であり、ポリテク学士号（Polytechnic Bachelor Degree）が付与される。
また近年ではポリテク修士号（Polytechnic Master Degree）も付与されるようになった。